# Абу-Дабі
А́бу-Да́бі, А́бу-За́бі (араб. ابوظبي) — столиця Об'єднаних Арабських Еміратів та емірату Абу-Дабі. Місто займає більшу частину невеликого трикутного острова з однойменною назвою у південній частині Перської затоки біля узбережжя Аравійського півострова і з'єднується з материком мостами.

## Історія
Місто було засновано у 1760 році. Про заснування столиці ОАЕ існує легенда. Мисливці з одної оази переслідували газель. Вона довго тікала від мисливців і вибігла на берег Перської затоки, де кинулася у воду й убрід перейшла на острів. Мисливці пішли за нею і вийшли до джерела прісної води. В подяку за це мисливці дарували газелі життя, а засноване поруч з джерелом поселення назвали «батьком газелі», котре звучить арабською як Абу-Дабі.
Голова місцевого племені переніс свою резиденцію на цей прибережний острів з внутрішньої оази Ліва (Аль-Джива) 1795 року. Довгі роки основним заняттям місцевих мешканців була риболовля і видобуток перлів. Видобуток перлів занепав у 30-ті роки XX століття через конкуренцію японської індустрії перлів і світову економічну депресію, що почалася 1929 року.
1958 року були відкриті багаті нафтові родовища в еміраті Абу-Дабі, з 1962 року почався промисловий видобуток нафти, що зробило революцію в політичному і економічному становищі міста.

## Населення
- 1982 — 516000
- 2000 — 1000000
- 2008 — 945268

## Клімат
| Клімат Абу-Дабі                            | Клімат Абу-Дабі | Клімат Абу-Дабі | Клімат Абу-Дабі | Клімат Абу-Дабі | Клімат Абу-Дабі | Клімат Абу-Дабі | Клімат Абу-Дабі | Клімат Абу-Дабі | Клімат Абу-Дабі | Клімат Абу-Дабі | Клімат Абу-Дабі | Клімат Абу-Дабі | Клімат Абу-Дабі |
| Показник                                   | Січ.            | Лют.            | Бер.            | Квіт.           | Трав.           | Черв.           | Лип.            | Серп.           | Вер.            | Жовт.           | Лист.           | Груд.           |                 |
| Абсолютний максимум, °C                    | 33,7            | 38,1            | 43,0            | 44,7            | 46,9            | 48,8            | 48,7            | 49,2            | 47,7            | 43,0            | 38,0            | 33,4            |                 |
| Середній максимум, °C                      | 24,1            | 26,0            | 29,5            | 34,5            | 39,3            | 40,8            | 42,1            | 42,9            | 40,4            | 36,5            | 31,1            | 26,3            |                 |
| Середня температура, °C                    | 18,8            | 19,6            | 22,6            | 26,4            | 31,2            | 33,0            | 34,9            | 35,3            | 32,7            | 29,1            | 24,5            | 20,8            |                 |
| Середній мінімум, °C                       | 13,2            | 14,6            | 17,5            | 20,8            | 23,8            | 26,1            | 28,8            | 29,5            | 26,6            | 23,2            | 18,7            | 15,8            |                 |
| Абсолютний мінімум, °C                     | 5,0             | 5,0             | 8,4             | 11,2            | 16,0            | 19,8            | 16,5            | 17,0            | 19,0            | 12,0            | 10,5            | 7,1             |                 |
| Середня кількість сонячних годин на місяць | 246,1           | 232,6           | 251,1           | 280,5           | 342,2           | 336,9           | 314,2           | 307,5           | 302,4           | 304,7           | 286,6           | 257,6           |                 |
| Норма опадів, мм                           | 7.0             | 21.2            | 14.5            | 6.1             | 1.3             | 0               | 0               | 1.5             | 0               | 0               | 0.3             | 5.2             |                 |
| Днів з опадами                             | 1,2             | 2,8             | 2,8             | 1,2             | 0,1             | 0,0             | 0,0             | 0,1             | 0,0             | 0,0             | 0,2             | 1,5             |                 |
| Вологість повітря, %                       | 68              | 67              | 63              | 58              | 55              | 60              | 61              | 63              | 64              | 65              | 65              | 68              |                 |
| ------------------------------------------ | --------------- | --------------- | --------------- | --------------- | --------------- | --------------- | --------------- | --------------- | --------------- | --------------- | --------------- | --------------- | --------------- |
| Джерело: NOAA (1971–1991)                  |                 |                 |                 |                 |                 |                 |                 |                 |                 |                 |                 |                 |                 |

## Культура

### Музеї
Серед музеїв чільне місце займає  художній музей Лувр Абу-Дабі.

### Архітектура
- Мечеть шейха Заїда — одна з найбільших мечетей світу та найбільша в ОАЕ;
- Al Bahar[en] — парні башти-хмарочоси з унікальним «рухомим» фасадом;
- Capital Gate[en] — падаюча башта;

### Розваги та спорт
- Острів Яс[en] — штучний острів площею 25 км², створений для об'єктів туризму та розваг. Він включає такі об'єкти:[9]
  - Яс-Марина — гоночна траса Формули-1, де з 2009 року проводиться Гран-прі Абу-Дабі;
  - Ferrari World[en] — перший тематичний парк Феррарі, найбільший парк розваг у світі, що розміщений у приміщенні;
  - Warner Bros. Movie World — парк розваг компанії Warner Brothers;
  - Yas Links — гольфклуб;
  - Yas Island Water Park — парк водних розваг;
  - готелі

## Спорт
Найпопулярнішими видами спорту в місті є футбол і крикет. Футбольні клуби Аль-Вахда і Аль-Джазіра виступають в Чемпіонаті ОАЕ.

## Цікаві факти
2010 року в готелі «Emirates Palace» в Абу-Дабі встановили автомат з продажу золотих злитків під назвою «Gold To Go», який продає злитки 24-каратного золота вагою в один, п'ять, десять грамів та одну унцію. Через автомат можна також купити золоті монети різної ваги з символами країн-виробників дорогоцінного металу: Канади, Австралії та Південної Африки.

## Українська складова
Листопадом 2015 року в Абу-Дабі відбулася перша регулярна служба Божа українською мовою, відправив о. Юрій Юрчик — капелан української громади в ОАЕ, кафедрального собору Святого Йосифа Обручника. В ОАЕ українців станом на листопад 2015-го понад 8000 осіб.

## Галерея

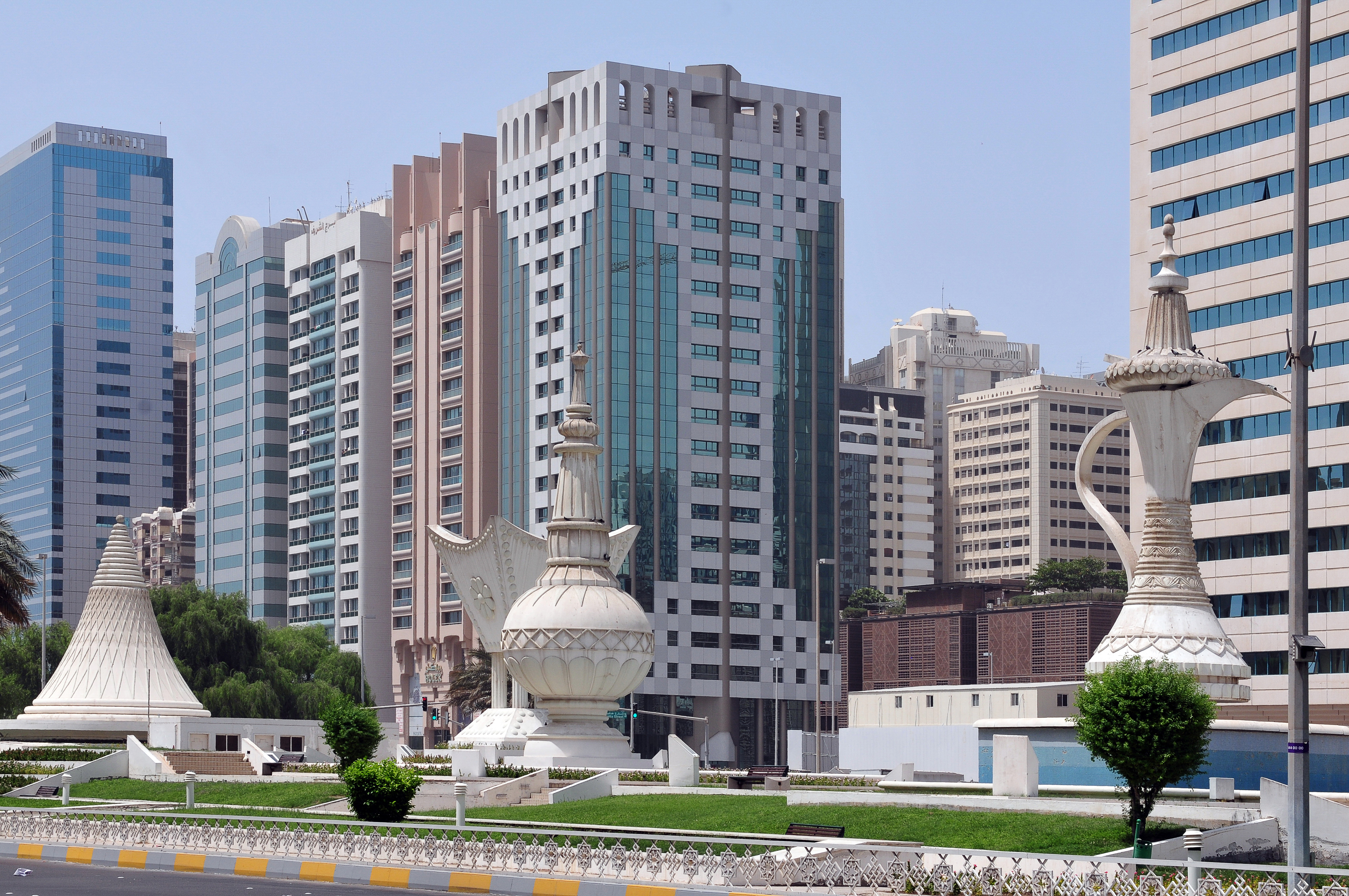
Центр міста
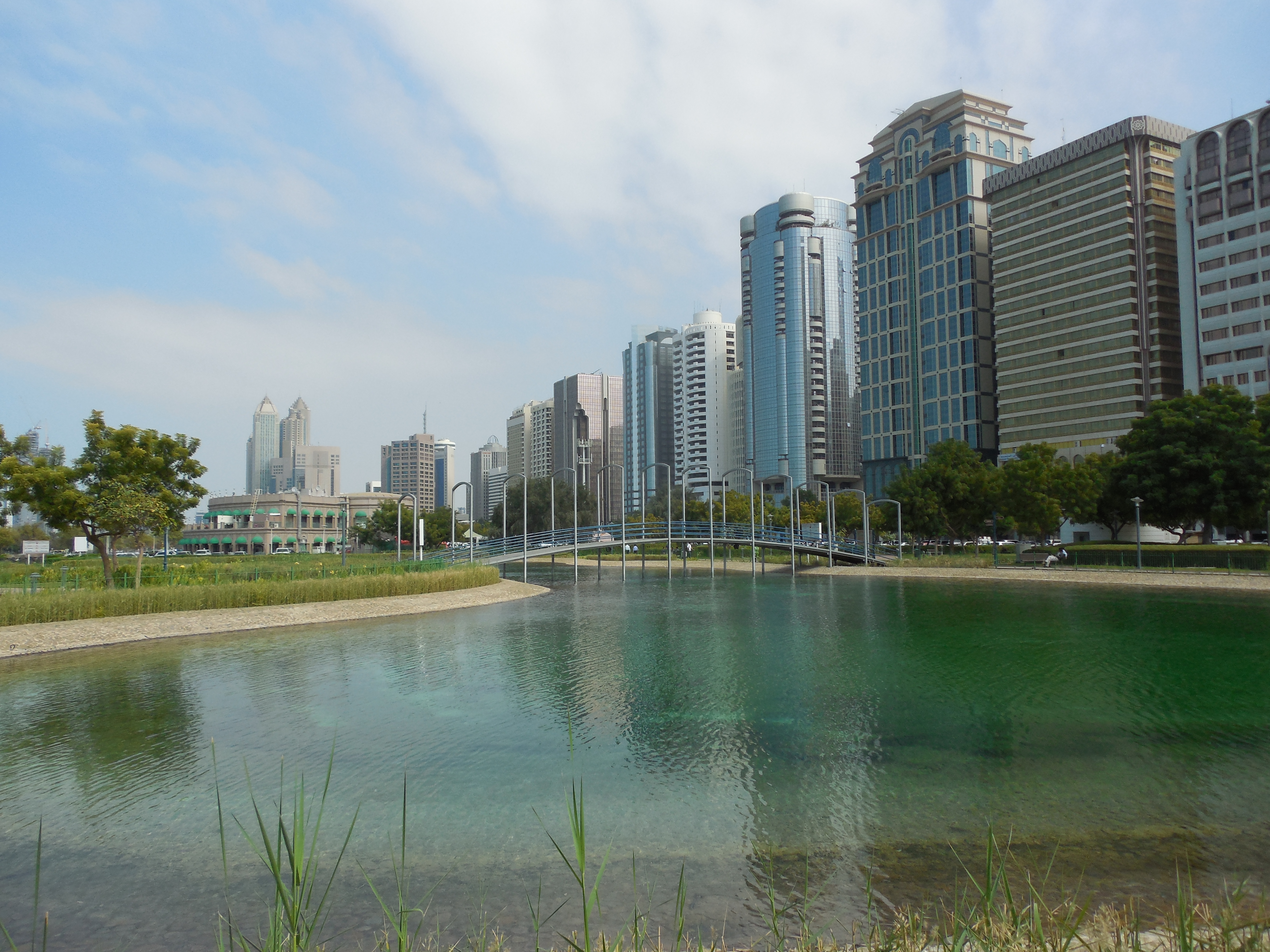
Лейк-Парк
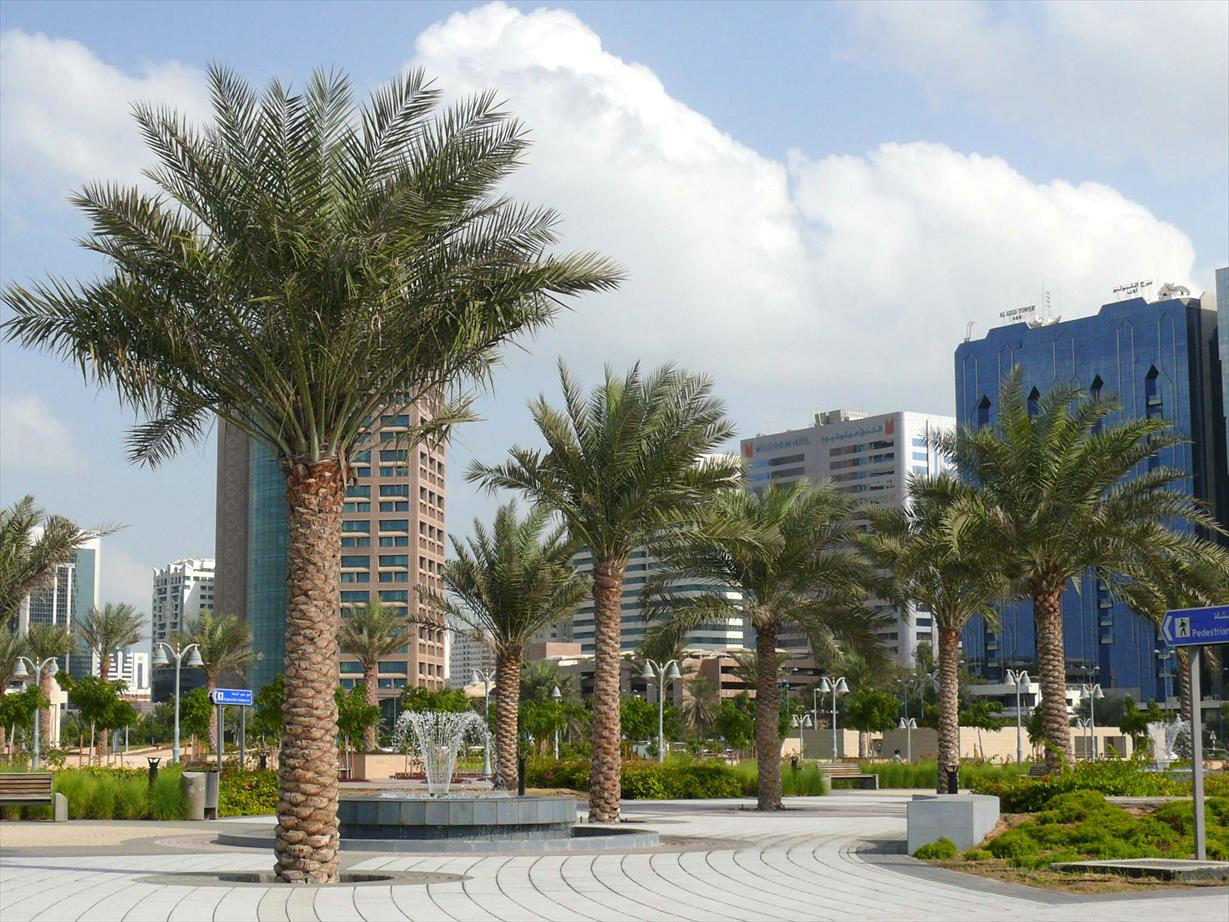
Сквер у центрі міста
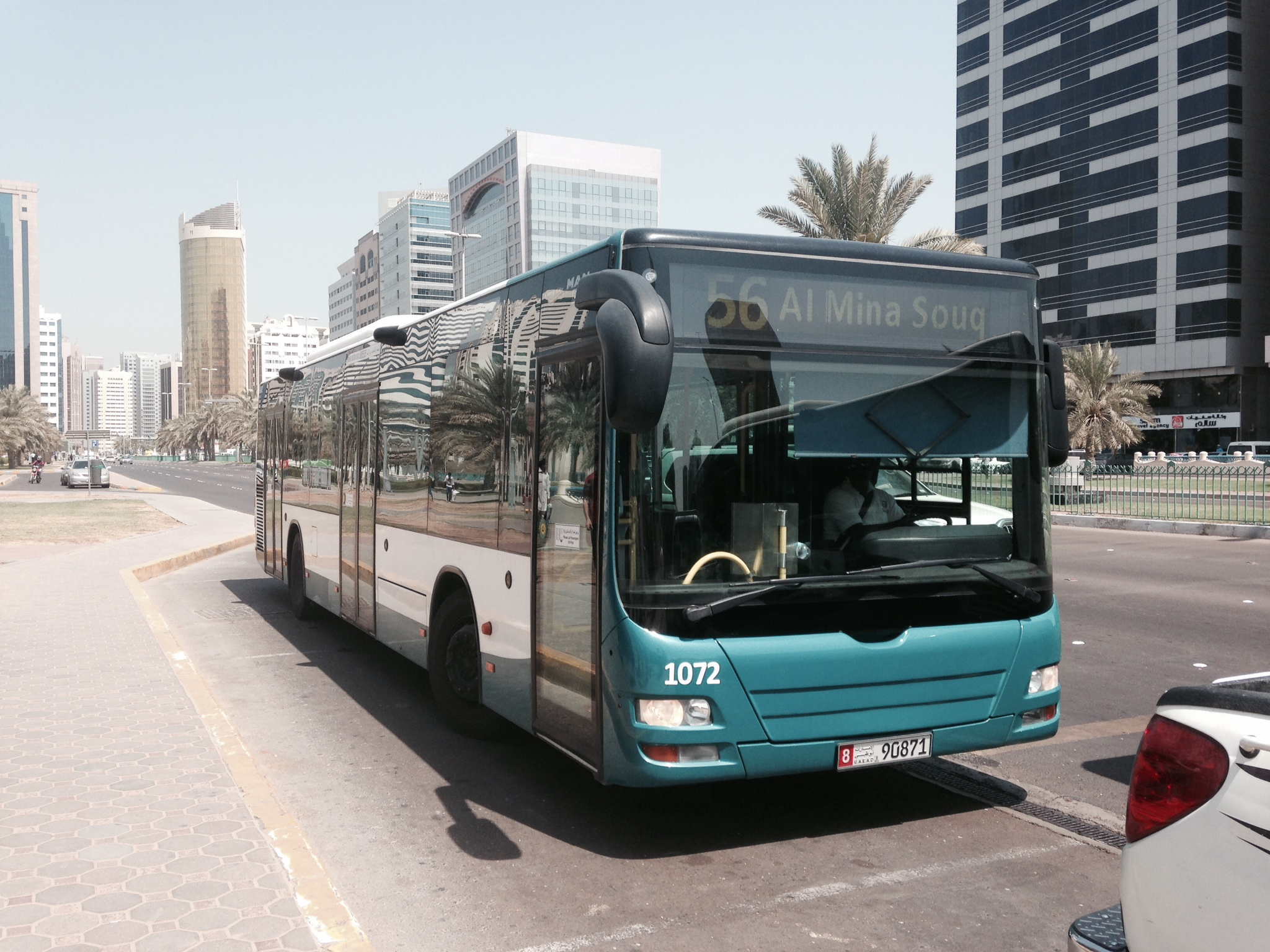
Міський автобус
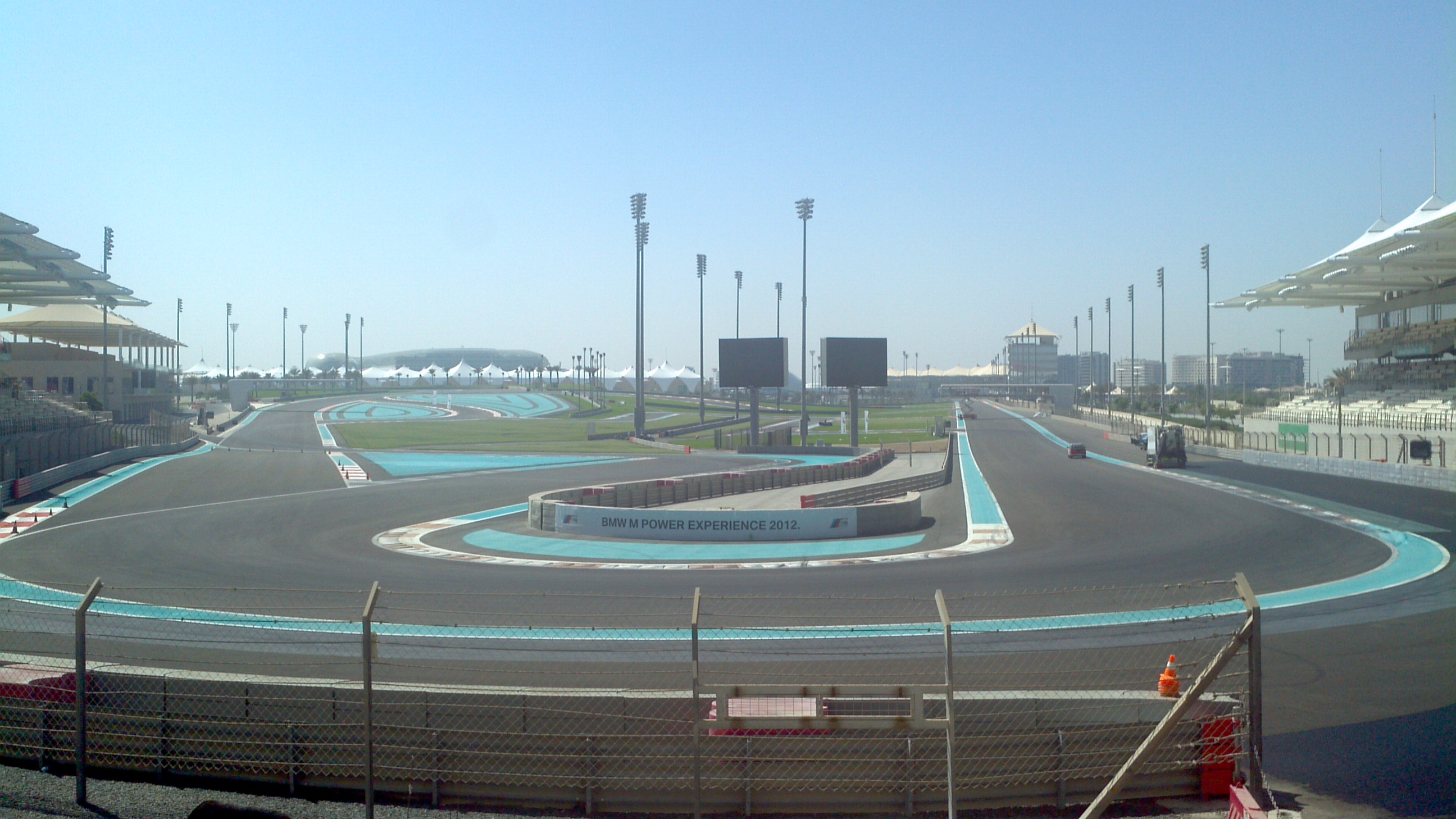
Гоночна траса Яс-Марина